# Comité Helsinki
 (mars 2023).
Si vous disposez d'ouvrages ou d'articles de référence ou si vous connaissez des sites web de qualité traitant du thème abordé ici, merci de compléter l'article en donnant les références utiles à sa vérifiabilité et en les liant à la section « Notes et références ».
Les Comités Helsinki sont des comités de surveillance du respect des droits de l'homme. La plupart des comités Helsinki sont situés dans des pays européens. Les comités étaient fédérés dans la Fédération internationale Helsinki pour les Droits de l'Homme (en anglais International Helsinki Federation for Human Rights (IHF)) dissoute le 27 novembre 2007.

## Présentation
Le premier comité a été formé à Moscou en 1976, le deuxième en Tchécoslovaquie en 1977 et le troisième en Pologne en 1979.
L'ensemble des comités constituait la Fédération internationale Helsinki pour les Droits de l'Homme. Cette organisation non gouvernementale avait son siège à Vienne, en Autriche avant de faire faillite (à la suite d'un détournement de fonds de son directeur financier). Les comités sont maintenant organisés sur une base nationale.
Karel Schwarzenberg, homme politique tchèque, membre du Parti conservateur TOP 09, a servi en tant que président de la Fédération internationale d'Helsinki de 1984 à 1991. 
En janvier 2008, un tribunal autrichien a condamné l'ancien directeur financier du comité Helsinski local, l'Autrichien Rainer Tannenberger, de détournement de 1,2 M €. Tannenberger a été condamné à trois ans de prison, dont deux ont été suspendus. L'insolvabilité résultante avait conduit à déposer le bilan en Autriche, son pays d'enregistrement, et à le dissoudre le 27 novembre 2007.